# Юзефін (гміна Закрівець)
Юзефін (пол. Józefin) — село в Польщі, у гміні Закрівець Красницького повіту Люблінського воєводства.
Населення — 96 осіб (2011).
У 1975-1998 роках село належало до Люблінського воєводства.

## Демографія
Демографічна структура станом на 31 березня 2011 року:
|          | Загалом | Допрацездатний вік | Працездатний вік | Постпрацездатний вік |
| -------- | ------- | ------------------ | ---------------- | -------------------- |
| Чоловіки | 50      | 14                 | 29               | 7                    |
| Жінки    | 46      | 8                  | 29               | 9                    |
| Разом    | 96      | 22                 | 58               | 16                   |